# Choquecota
Choquecota es una localidad y municipio de Bolivia, ubicado en la provincia de Carangas en el departamento de Oruro.
La sección municipal se creó por Ley de 28 de febrero de 1986, durante el gobierno de Víctor Paz Estenssoro.
El municipio está conformado por comunidades rurales, incluyendo Choquecota y Asunción Laca Laca. Su organización originaria estaba conformada por 10 Ayllus (comunidad): Mallcunaca, Sullca Mallku, Mitma, Sayjasi Suni, Sayjasi Pampa, Chapita, Lerco, Julo, Hilanaca y Sullca Salli. En la actualidad solo está conformado por ocho comunidades.

## Demografía
De acuerdo con el censo boliviano de 2024, la población del municipio de Choquecota es de 2 980 habitantes.
La población del municipio aumentó en más de la mitad entre 1992 y 2024:
| Año  | Habitantes (municipio) | Fuente |
| ---- | ---------------------- | ------ |
| 1992 | 1 746                  | Censo  |
| 2001 | 1 957                  | Censo  |
| 2012 | 1 850                  | Censo  |
| 2024 | 2 980                  | Censo  |

## Transporte
Choquecota se ubica a 119 kilómetros por carretera al oeste de Oruro, capital del departamento homónimo.
Desde Oruro, la carretera nacional asfaltada Ruta 31 conduce hacia el oeste por La Joya y Lajma hasta Chuquichambi y continúa por la capital provincial Huayllamarca y Totora hasta Curahuara de Carangas, donde se encuentra con la Ruta 4 hacia Chile. En Chuquichambi, un camino rural sin pavimentar conduce en dirección suroeste por Belén de Choquecota hasta Choquecota y también hasta Totora.